# Mirococcopsis avetianae
Mirococcopsis avetianae är en insektsart som beskrevs av Ter-grigorian 1964. Mirococcopsis avetianae ingår i släktet Mirococcopsis och familjen ullsköldlöss.
Artens utbredningsområde är Armenien. Inga underarter finns listade i Catalogue of Life.